# AAJ Blois
Die Association Amicale de la Jeunesse de Blois (Kurzform: AAJ Blois; der Name bedeutet sinngemäß „Freundesbund der Jugend von Blois“) ist ein französischer Fußballverein aus Blois in Zentralfrankreich. Blois verfügt seit Anfang der 1980er Jahre auch über eine Frauenfußballabteilung.

## Geschichte
Gegründet wurde die AAJ Blois 1912. Sie trug diesen Namen unverändert bis 1999; in diesem Jahr erfolgte eine Fusion mit dem 1984 gegründeten Lokalrivalen US Blois, die seither unter der Bezeichnung Blois Football 41 spielt. Die 41 ist die Ordnungsnummer des Départements Loir-et-Cher, in dem Blois liegt.
Die Vereinsfarben sind Rot und Gelb. Wie zeitweise die AAJB, tritt auch ihr Nachfolger im städtischen Stade des Allées Jean Leroi an, das heutzutage noch über eine Kapazität von rund 7.000 Zuschauerplätzen verfügt, in früheren Jahrzehnten sogar für rund 10.000 Besucher Platz bot. Abschnittsweise ist die Ligamannschaft auch im Stade de Vienne in der am linken Loire-Ufer gelegenen Nachbargemeinde Saint-Gervais-la-Forêt zuhause gewesen.

## Ligazugehörigkeit und Erfolge
Der Verein hat noch nie Profistatus besessen und auch noch nie in der höchsten französischen Liga gespielt, war aber neun Jahre lang (1970–1975 und 1978–1982) in der zweiten Division vertreten, die während dieser Zeit für Amateur- wie Profimannschaften gleichermaßen offen war. Ihre besten Platzierungen erreichte die AAJ darin 1970/71 (als Gruppen-Achter in einer Liga, die aus drei Staffeln mit je 16 Teilnehmern bestand) beziehungsweise 1980/81 (als Gruppen-Zwölfter in einer Liga mit zwei Staffeln à 18 Teilnehmern).
Im französischen Pokalwettbewerb um die Coupe de France qualifizierte Blois sich insgesamt zwölf Mal für die landesweite Hauptrunde, erstmals in der Saison 1943/44 und zum bisher (2013) letzten Mal 2004/05. Der zeitliche Schwerpunkt lag dabei zwischen Mitte der 1950er und den frühen 1970er Jahren. Bei fünf dieser Ausspielungen erreichte die AAJ bzw. ihr Nachfolger das Sechzehntelfinale (1956, 1960, 1965, 1972 – nach einem seinerzeit viel beachteten 1:0-Sieg über Erstdivisionär Girondins Bordeaux – und 2005), und 1970/71 brachte sie es sogar bis unter die acht besten Mannschaften Frankreichs. Dort war es Olympique Marseille, der mit zwei deutlichen Siegen (9:1 und 4:2) ein Weiterkommen des Zweitdivisionärs AAJ Blois verhinderte.
In der Spielzeit 2013/14 tritt Blois Football 41 in der sechstklassigen Division d’Honneur an.

## Ehemalige Spieler und Trainer
- René Bihel, in den 1950ern zweimal Trainer der AAJ[4]
- Aly Cissokho, Spieler (als Kind und Jugendlicher, 1995–2003)
- Robert Dewilder, Trainer 1978–1982
- René Ferrier, ab Trainer
- Philippe Gondet (als Jugendlicher), später A-Nationalspieler
- Pancho Gonzalez, Trainer ab 1982
- Ahmed Kantari, marokkanischer Nationalspieler (als Jugendlicher, bis 1999)
- Veronique Romagnoli, in ihrer Zeit bei Blois 1984 Europameisterschaftsteilnehmerin mit der französischen Frauennationalelf
- Pierre Sbaïz, Spieler 1970–1975
- Bako Touré, Spieler 1971/72
- Claude Trape, taubstummer Torhüter Anfang der 1970er Jahre[1]